# 22. (srbska) divizija (NOVJ)
22. (srbska) divizija je bila partizanska divizija, ki je delovala v sklopu NOV in POJ v Jugoslaviji med drugo svetovno vojno.
Ustanovljena je bila 22. maja 1944.

## Sestava
- 8. srbska brigada
- 10. srbska brigada
- 12. srbska brigada